# 齊斌達
齊斌達（1800年—？），字潔斋，号文山，杭阿坦氏，清朝官員，蒙古名琦昌，蒙古鑲黃旗人。道光元年辛巳举人，三年（1823年）癸未科進士。

## 任職履歷
- 道光三年（1823年），進士。
- 道光三十年五月二十一日（1850年6月30日），由內閣侍讀學士調任詹事府詹事。
- 咸豐二年（1852年），被罷免職務。